# Hypsiboas geographicus
Espèce
Synonymes
- Hyla geographica Spix, 1824
- Centrotelma cryptomelan Cope, 1867
- Hyla punctatissima Peters, 1872
- Hyla appendiculata Boulenger, 1882
- Hyla cryptomelas (Cope, 1867)

Statut de conservation UICN

 LC  : Préoccupation mineure
Hypsiboas geographicus est une espèce d'amphibiens de la famille des Hylidae.

## Répartition
Cette espèce se rencontre jusqu'à 1 200 m d'altitude en Bolivie, au Pérou, en Équateur, en Colombie, au Venezuela, à la Trinité, au Guyana, au Suriname, en Guyane et au Brésil.

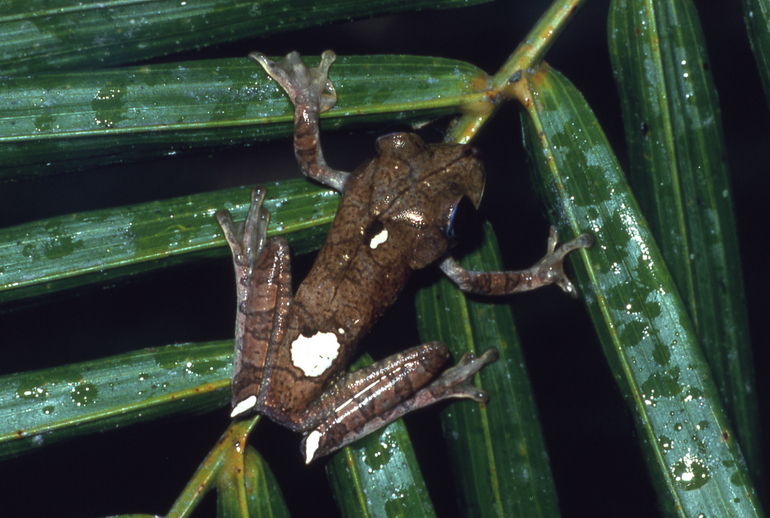
Hypsiboas geographicus

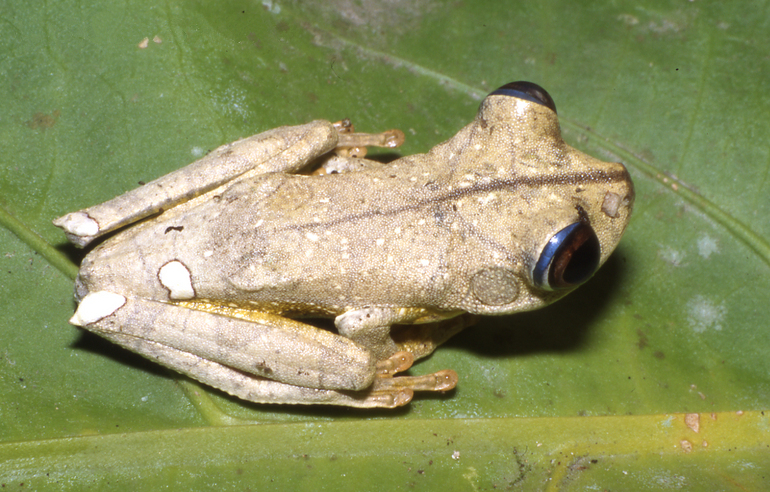
Hypsiboas geographicus

## Publication originale
- Spix, 1824 : Animalia nova sive species novae testudinum et ranarum, quas in itinere per Brasiliam annis 1817-1820 (texte intégral)